# Exserohilum curvisporum
Exserohilum curvisporum är en svampart som beskrevs av Sivan., Abdullah & B.A. Abbas 1993. Exserohilum curvisporum ingår i släktet Exserohilum och familjen Pleosporaceae.   Inga underarter finns listade i Catalogue of Life.